# Uncarina perrieri
Uncarina perrieri ist eine Pflanzenart aus der Gattung Uncarina in der Familie der Sesamgewächse (Pedaliaceae).

## Beschreibung
Uncarina perrieri wächst als kleiner Baum mit einer stark verzweigten Krone und überhängenden Ästen. Er erreicht 3 Meter Höhe. Die etwa fünfeckige und ganzrandige Blattspreite wird bis 14 Zentimeter lang und bis 14 Zentimeter breit. Es können aber auch drei bis fünf, manchmal auch bis sieben, undeutliche Lappen ausgebildet werden, deren Rand nur leicht gebuchtet ist. Auf beiden Blattseiten sind  kurz gestielte Schleimdrüsen mit einem quadratischen Kopf in geringer Anzahl vorhanden. Auf der Unterseite stehen vereinzelt lange Haare, die selten einen reduzierten Kopf ausbilden. 

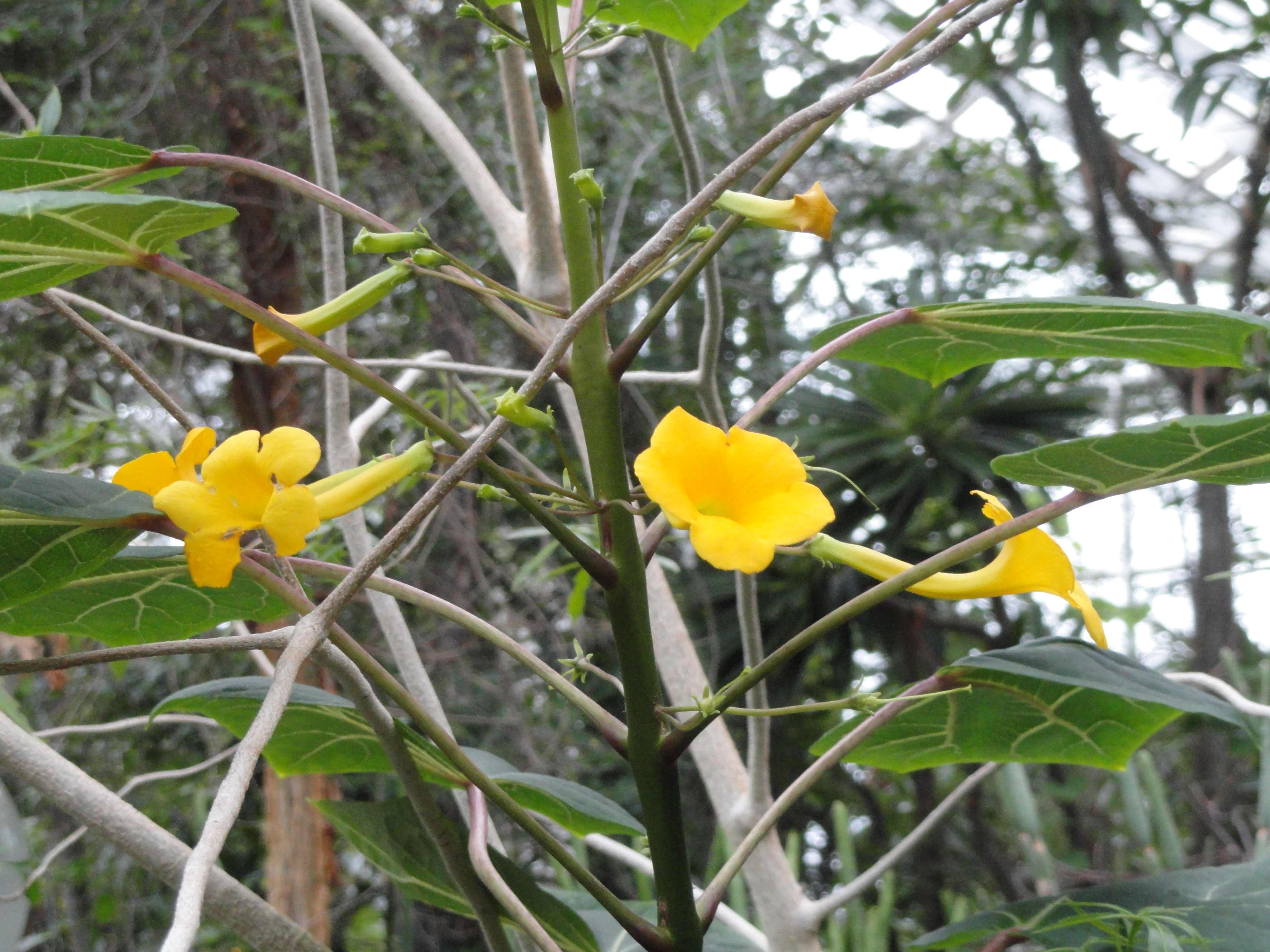
Einzelblüten

Der Blütenstand besteht aus Cymen mit 1 bis 3 Einzelblüten, die keine Büschel ausbilden. Die goldgelben Blüten besitzen einen dunkelroten Schlund. Die Blütenröhre wird etwa 4,5 Zentimeter lang.
Die seitlich wenig zusammengedrückte Frucht ist in der Seitenansicht eiförmig und mit einem langen, spitzen Schnabel versehen. An den 5 Zentimeter langen und 3 Zentimeter breiten Früchten werden zwei verschiedene Stachelformen ausgebildet. Die bis 15 Millimeter langen Hakenstacheln stehen etwa zu fünft in einer Reihe, wobei sie nicht über den Schnabel hinaus gehen. Die verbreiterten Basen der Stacheln bilden einen bis 4 Millimeter hohen Kamm aus. Die zahlreichen einfachen Stacheln sind etwa bis 2 Millimeter lang. Es werden keine falschen Scheidewände ausgebildet. Die dreieckigen Samen werden 8 Millimeter lang und 8 Millimeter breit und besitzen 2,5 Millimeter große Flügel.

## Verbreitung und Systematik
Uncarina perrieri ist endemisch in Nordwest- und Zentralwest-Madagaskar, in der Provinz Mahajanga zwischen Kalksteinfelsen verbreitet.
Die Erstbeschreibung der Art erfolgte 1962 durch Jean-Henri Humbert.